# Thrypticus parabellus
Thrypticus parabellus är en tvåvingeart som beskrevs av Grichanov 2000. Thrypticus parabellus ingår i släktet Thrypticus och familjen styltflugor. Inga underarter finns listade i Catalogue of Life.